# 낭랑 18세 (2004년 드라마)
《낭랑 18세》는 2004년 1월 19일부터 2004년 3월 9일까지 방영된 한국방송공사 월화 미니시리즈이다.

## 드라마 소개
아주 유서 깊은 가문(뼈대있는 가문 ;안동 권씨, 파평 윤씨)의 절친한 친구 사이인 두 할아버지의 우정으로 어린 손자(혁준), 손녀(정숙)를 미래에 결혼시키기로 약조를 한다. 그러던 중 정숙의 가세가 갑자기 기울면서 정숙의 가족은 야반도주를 하게 되고 그 약속은 점점 잊혀져 가는 듯 했지만, 어느 덧 시간이 흘러 혁준은 검사가 되고 정숙은 고3이된다. 그때의 약속을 잊지 않고 혁준의 할아버지가 친구이자 정숙의 할아버지와의 약속(신의)을 지키기 위해,정숙을 찾게 되면서 혼인을 의논할 자리에 나가서 만나게 되는 둘은 초면이 아님을 깜짝놀라게 되는데....둘의 인연은 계속되고 처음에 혁준, 정숙 둘 다 고리타분한 할아버지들의 약속으로만 생각해버리지만, 여러일들을 겪으면서 자신들도 몰랐던 서로에 대한 마음과 전통적인 종부의 역할에 대해 돌아보게 된다. 철없는 열여덟 여고생과 스물여덟 살 엘리트 검사와의 티격태격 좌충우돌 성장 드라마

## 등장 인물

### 주요 인물
- 한지혜 : 윤정숙(18세) 역 - 천방지축 여고생
- 이동건 : 권혁준(28세) 역 - 안동 권씨 종가의 종손, 서울지검 검사
- 이다해 : 문가영(28세) 역 - 혁준의 첫사랑, 변호사

### 윤정숙의 주변 인물
- 김해숙 : 정숙 모(48세) 역 - 정숙의 어머니, 세탁소 운영, 파평윤씨 종부
- 온조 : 서현주 역 - 정숙의 친구, 오공주파 2인자
- 비류 : 이은주 역 - 오공주파 3인자
- 우경하 : 이지선 역 - 오공주파 4인자
- 장예원 : 이용연 역 - 오공주파 5인자
- 이준 : 지남철(19세) 역 - 철학과 1학년생, 정숙의 소개팅남

### 권혁준의 주변인물
- 이순재 : 권 진사(75세) 역 - 안동 권씨, 혁준의 할아버지
- 유혜정 : 권선아(30세) 역 - 혁준의 누나
- 박지일 : 혁준의 숙부 역
- 변아영 : 혁준의 숙모 역
- 박형재 : 서종찬(28세) 역 - 혁준과 사법고시 동기로 서울지검 동료 검사

### 그 외 인물
- 권병길 : 정숙의 할아버지 역
- 박규점 : 정숙의 아버지 역
- 김선화 : 혁준을 중매시키려는 여자 역
- 한춘일 : 서울지검 경비원 역
- 현숙희 : 중매 소개받은 여자 역
- 백신 : 혁준의 사무실 사무장 역
- 이지훈 : 검사 역
- 고규필 : 검사 역
- 나경민 : 검사 역
- 최윤정 : 혁준의 대학후배 역
- 조선주 : 혁준의 대학후배 역
- 이필모 : 약혼하는 남자 역
- 김혜진 : 약혼하는 여자 역
- 조선옥 : 약혼식에 참석한 여자 역
- 이철민 : 최계진 역 - 제갈파 조직원
- 남윤정 : 가영의 어머니 역
- 정경호 : 정숙의 소개팅남 역
- 곽정희 : 동네주민 역
- 양형호 : 지남철의 아버지 역
- 권혁호 : 가영의 사무실 사무장 역
- 이현실 : 동네주민 역
- 한미진 : 남편 노름빚으로 사채업자에게 쫓겨다니는 여자 역
- 민병애 : 동네주민 역
- 김태영 : 재판장 역
- 최낙천 : 종친 역
- 차기환 : 차장검사 역
- 이기철
- 서동수 : 사과박스 준 남자를 숨겨준 남자 역
- 최은석 : 제갈파 조직원 역 - 정숙에게 사과박스를 준 남자
- 이정성 : 의사 역
- 양주호 : 혁준의 법학과 후배 역
- 최당석 : 드라마 조연출 역
- 김승현
- 단강호 : 경찰 역
- 반야성 : 경찰 역
- 이성호 : 검사장 역
- 하덕성 : 의사 역
- 김진형 : 씨름부 대학생 역
- 박정우 : 정숙의 담임선생님 남편 역
- 맹호림 : 종친 역
- 윤덕용 : 종친 역
- 한순례 : 풍산 유씨 종부 역
- 주부진 : 예산 김씨 종부 역
- 이현숙 : 의성 김씨 종부 역
- 변신호 : 영천 이씨 종부 역
- 이언정 : 바다에 뛰어든 여자 역
- 김하은

### 아역
- 장준영 : 혁준의 5촌 당숙 역

### 특별출연
- 김지선 : 정숙의 담임선생님 역
- 엄춘배

## 편성 변경
- 2004년 1월 19일 : 8시 50분부터 1 ~ 2회 연속 방영 (《인간극장》, 《달려라 울엄마》 결방)
- 2004년 1월 20일 : 특선영화 《무사》의 편성으로 인해 결방

## 참고 사항
- 2003년 6월 24일에 방송된 KBS 《드라마시티 - 낭랑 18세》의 인기 덕에 16부작 월화 미니시리즈로 제작되었다.
- 윤정숙 역에는 당초 신지수가 낙점됐으나 막판에 한지혜로 교체되었는데 이 때문에 신지수보다 15cm가 컸던 한지혜가 신지수의 교복을 입고 촬영을 해야 했다.[1]
- 한지혜(윤정숙 역)는 해당 드라마에 앞서 SBS 《2004 인간시장》에 캐스팅되었으나[2] 《낭랑 18세》에 캐스팅되면서 최종 고사했다.
- 동시간대 경쟁작 MBC 《대장금》의 폭발적인 인기 속에서도 15%대의 시청률을 기록하며 낭랑 폐인들을 양산하는 등 선전하였다.[3][4]